# Herb Lubalin
Herbert Frederick (Herb) Lubalin (New York, 17 maart 1918 – aldaar, 24 mei 1981) was een Amerikaans grafisch ontwerper, typograaf en letterontwerper. Hij studeerde aan de Cooper Union in New York en werkte nadien voornamelijk bij advertentiebureaus, waaronder Sudler & Hennessey waarvan hij vicevoorzitter werd.
Lubalin stichtte in 1964 zijn eigen studio, Herb Lubalin Inc. in New York. Van 1969 tot 1974 was hij voorzitter van Lubalin, Smith & Carnase Inc. In 1970 richtte hij samen met Aaron Burns en Ed Rondthaler ITC op, waarvoor hij een aantal families van lettertypes ontwierp. Hij gaf ook zelf les aan de Cooper Union en de Cornell-universiteit.
Hij heeft het ITC-magazine U&lc ("Upper and lower case") uitgegeven tot zijn overlijden in 1981.
Daarna kreeg hij postuum in 1984 een Type Director’s Club (TDC) onderscheiding "voor zijn significante bijdrage aan het leven, kunst en nijverheid van de typografie".

## Lettertypes van Lubalin

Voorbeeld van ITC Lubalin Graph

- ITC Avant Garde
- ITC Lubalin Graph
- ITC Ronda
- ITC Serif Gothic
- Hess Gothic Round NF
- Pudgy Puss NF